# Mövenstein

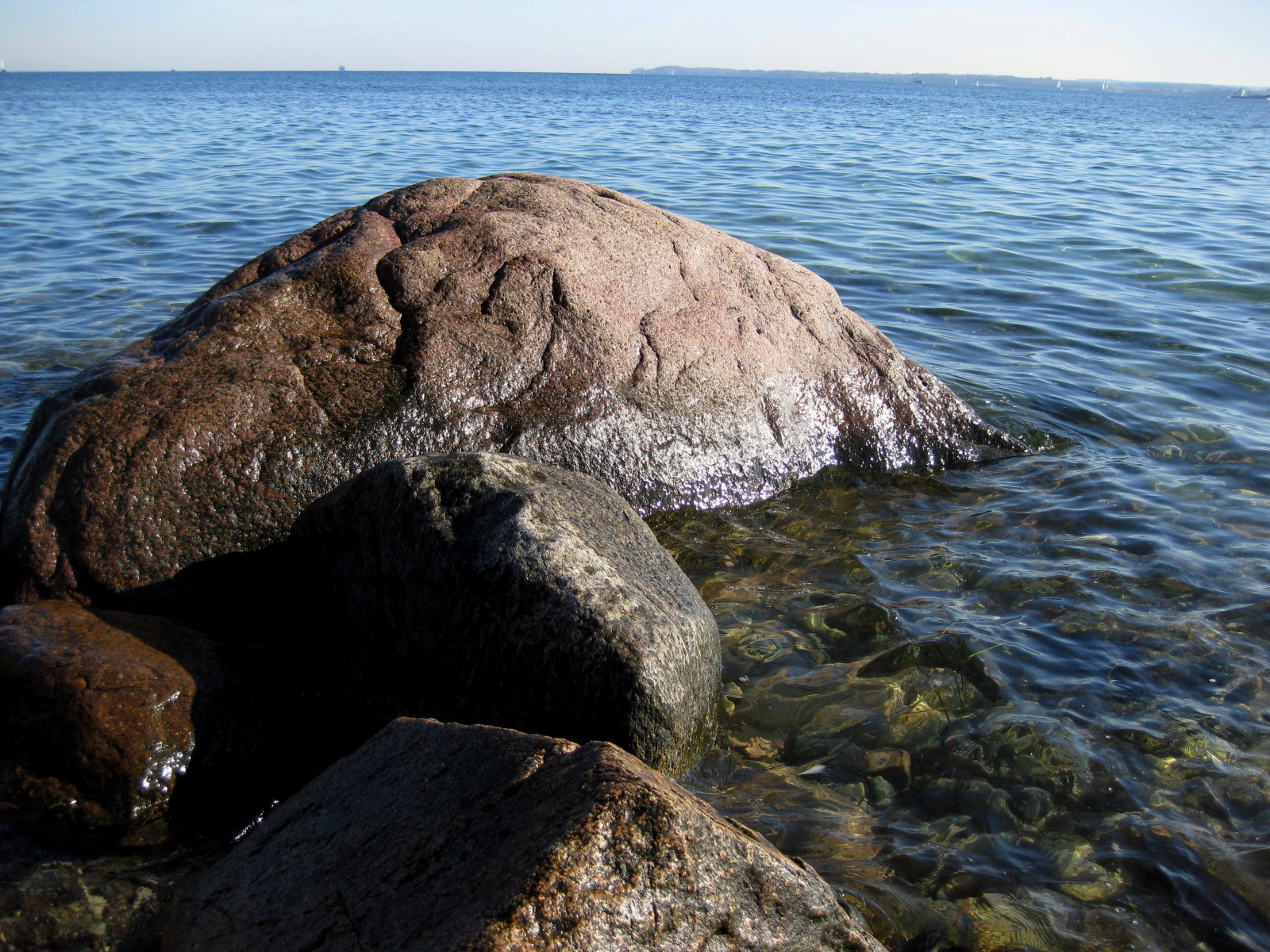
Der Mövenstein 2011

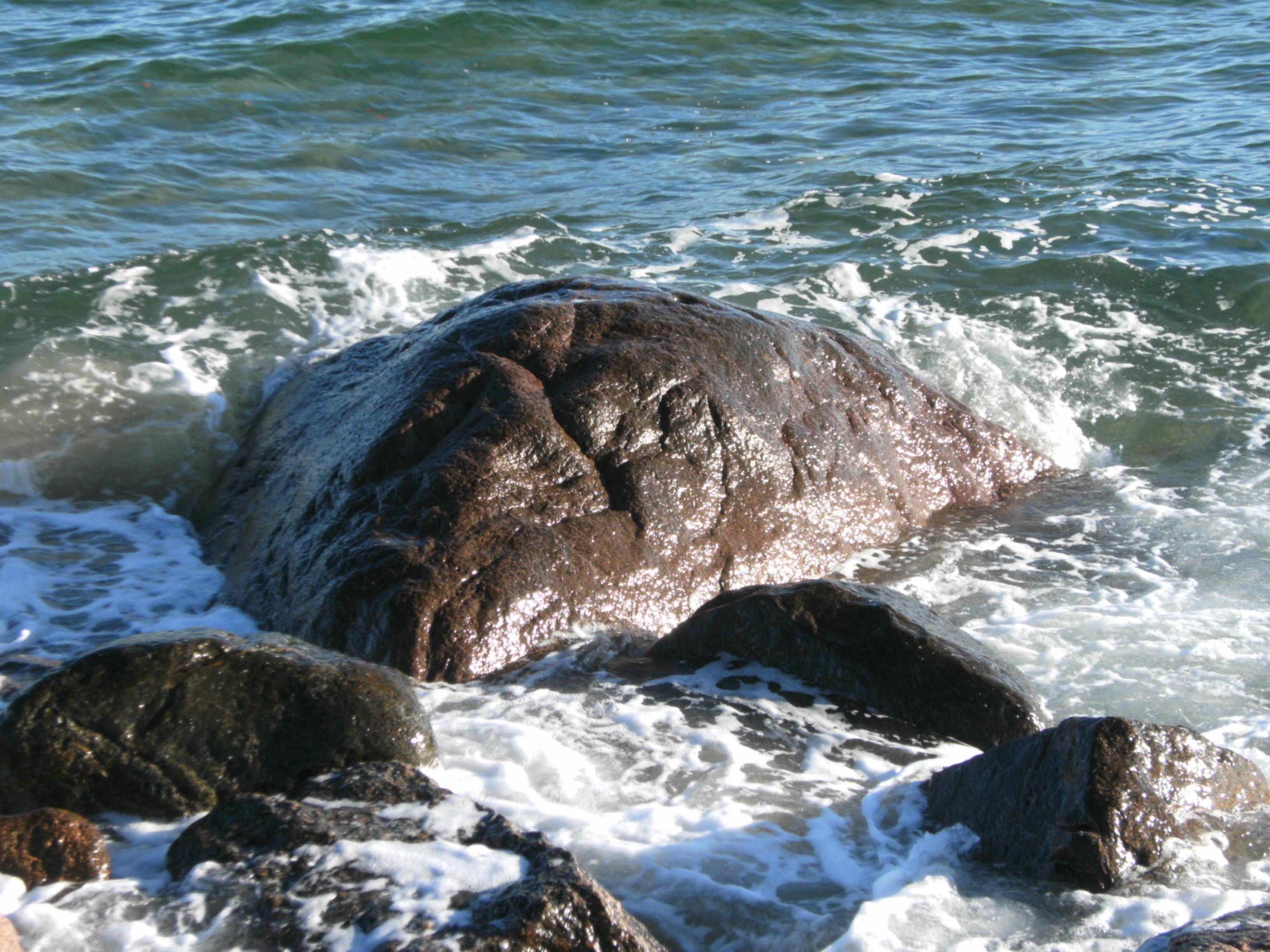
Der Mövenstein 2016

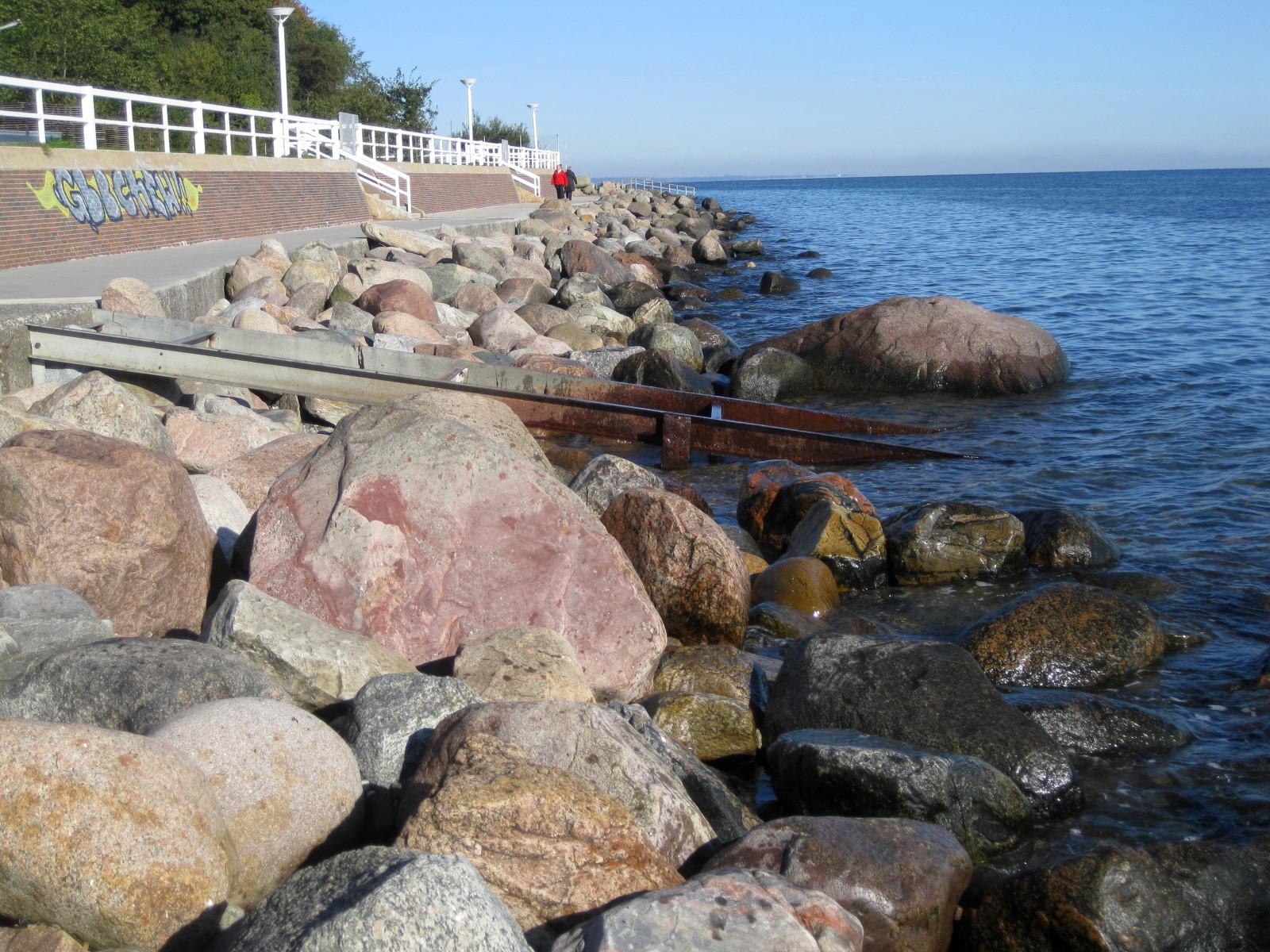
Überblick

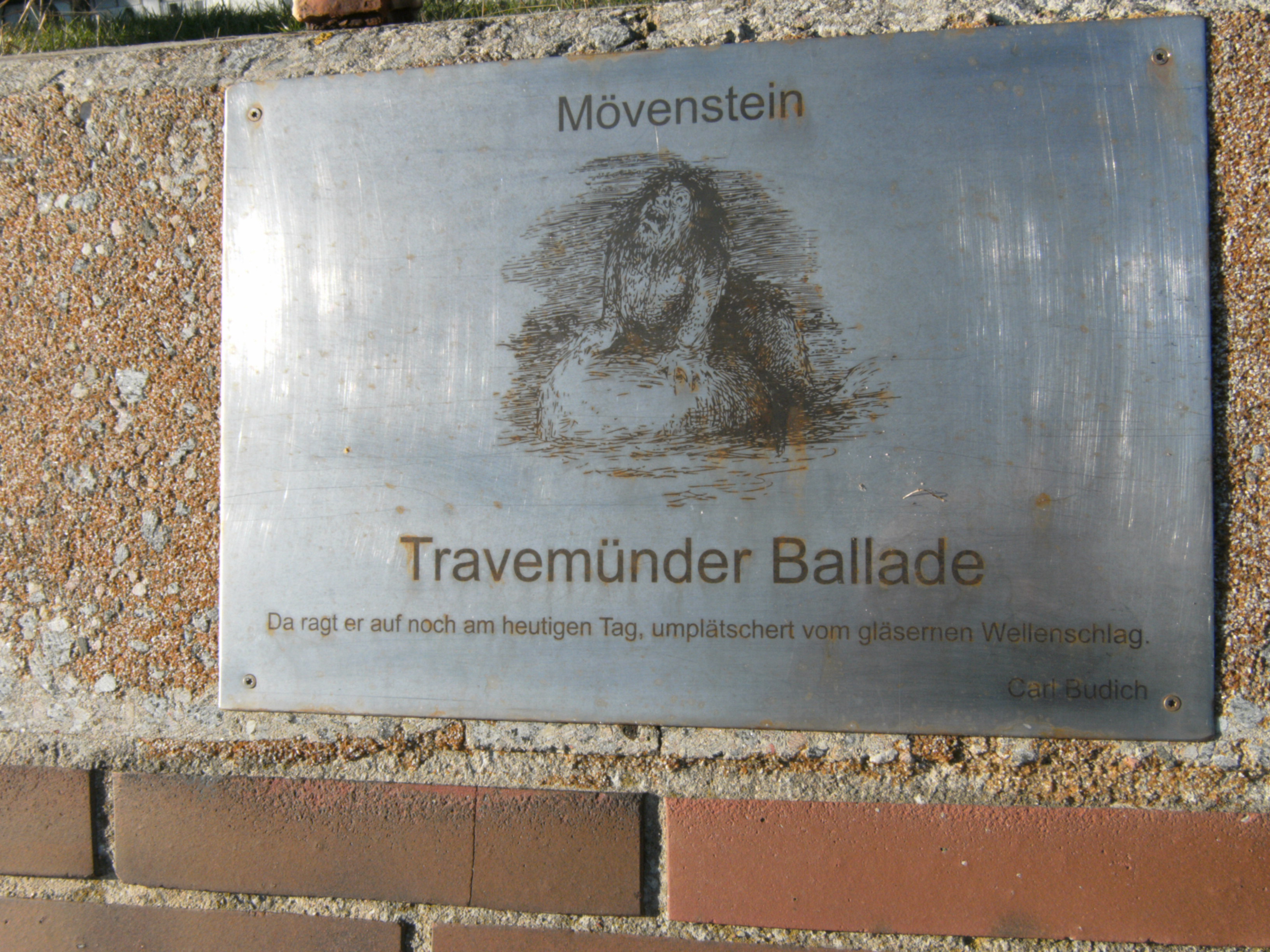
Travemünde: Findling Mövenstein in der Ostsee am Fußweg am Rande der ehemaligen Seebadeanstalt Mövenstein. Informationstafel.

Der Mövenstein (teilweise, so bei Thomas Mann, auch in der Schreibweise Möwenstein) ist ein als Naturdenkmal geschützter Findling aus Hammergranit im Lübecker Stadtteil Travemünde.
Der Stein liegt in der Lübecker Bucht am nördlichen Ende der ehemaligen Seebadeanstalt Mövenstein am Übergang der Strandpromenade zum Brodtener Ufer. Er ragt noch zu etwa zwei Fünfteln aus der Ostsee. Sein Gewicht wird auf rund 80 Tonnen geschätzt.

## Geschichte
Seinen Namen hat er nach einer Sagengestalt, dem Riesen Möves – oder Möwes –, der vor Travemünde Steine ins Meer warf.
1925 wurde in Travemünde die Seebadeanstalt von dem Lübecker Stadtbaumeister Friedrich Wilhelm Virck errichtet. Damals wurde der Findling von den Besuchern der Seebadeanstalt genutzt. Seit Mitte der 1950er Jahre ist er Teil eines Damms vor dem Grünstrand der ehemaligen Badeanstalt, wo er nördlich der Yachtclub-Bootsrampe liegt.
Die Badeanstalt wurde aufgegeben, ihr 15.000 Quadratmeter großes Gelände ging 1994 in den Besitz des Lübecker Yacht-Clubs über. Er sanierte die seit 1991 unter Denkmalschutz stehenden Gebäude mit Unterstützung der Possehl-Stiftung und nutzt die Fläche als „Katamaran- und Jollenstation Mövenstein“.
Am 18. Dezember 1980 wurde der Mövenstein in das Verzeichnis Lübecker Naturdenkmäler aufgenommen.
Der Findling sackte im Lauf der Jahrzehnte ab. Nach Schätzungen könnte er in dreißig Jahren in der Ostsee versunken sein. Die Initiative „Rettet den Mövenstein“ des Heimatvereins Travemünde bemüht sich, den Findling vor dem Untergang zu bewahren. Er soll entweder eine feste Gründung erhalten oder aus der Ostsee geborgen und an einem anderen Standort aufgestellt werden.
Den Namen Mövenstein tragen in Travemünde unter anderem ein am Nordende der Kaiserallee gelegener öffentlicher Parkplatz mit 60 Stellplätzen sowie eine kommerzielle Segelschule auf dem Gelände des Lübecker Yacht-Clubs.

## Der Mövenstein in der Literatur

Der Mövenstein im Jahr 1901

Der in Lübeck geborene Schriftsteller Thomas Mann setzte dem Mövenstein in seinem Roman Buddenbrooks von 1901 ein literarisches Denkmal. Die 18-jährige Lübecker Konsulstochter Tony Buddenbrook, die den von den Eltern als Ehemann gewünschten Kaufmann Bendix Grünlich nicht heiraten will, wird zur Erholung nach Travemünde geschickt, wo sie im Haus des Lotsenkommandeurs Schwarzkopf dessen Sohn Morten kennenlernt, der in Göttingen Medizin studiert. Sie freunden sich an, der junge Schwarzkopf begleitet sie bei Spaziergängen, und sie verlieben sich ineinander. Als Schwarzkopfs Rückkehr nach Göttingen kurz bevorsteht, lagerten sie „nachmittags in einer entfernten Gegend: dort, wo die gelben Lehmwände begannen und wo die Wellen am ‚Möwenstein‘ ihren Gischt hoch emporschleuderten“. Sie versprechen sich die Ehe; Tony Buddenbrook wird dennoch Bendix Grünlich heiraten. Thomas Mann erhielt 1929 für den Roman den Nobelpreis für Literatur.
Der Mövenstein war auch einer der Drehorte der gleichnamigen Romanverfilmung Buddenbrooks (1959) von Alfred Weidenmann.
Der in Lübeck geborene Lyriker Emanuel Geibel verewigte den Mövenstein in seinem Gedicht Nixen vom Mövenstein.